# デジタル・レーダー

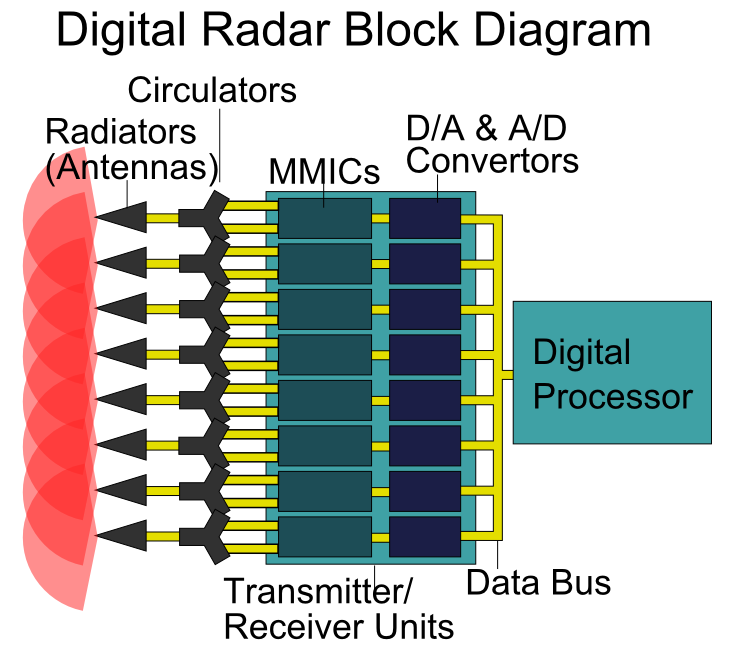
デジタル・レーダーの主要構成図
各放射器からの全てのレーダー波が個別にデジタル制御される。各アンテナからの受信波が個別にデジタル処理される。

デジタル・ビームフォーミング（英語: Digital beam forming, DBF）とは、アンテナのパターン形成（ビームフォーミング）をデジタル信号処理により実現するものであり、一般的にはアクティブ・フェーズドアレイ・アンテナ（AESAアンテナ）と組み合わせて用いられる。またDBF技術を導入したレーダーをデジタル・レーダーと称する。

## 原理
フェーズドアレイ化とともに、アンテナにおいて初めてデジタル信号処理の技術が導入されたが、その内容はごく限られたものであった。AESAアンテナではアンテナ素子ごとにアレー送受信機を備えているが、アナログ-デジタル変換（A/D変換）は、それらのアレーが受信した信号を統合処理するアンテナ全体の受信機において行う方式であった。この方式はRF（Radio Frequency）方式またはABF（Analog beam forming）方式と称されるが、アレーが受信した信号を合成する時点で各素子ごとの情報は消滅し、合成された1つのビーム信号のみになってしまう＝一度に1方向にしかビームを形成できないという制約があった。
これに対し、DBF方式ではアンテナ素子それぞれにA/D変換回路を備えて、その出力をデジタル処理することでアンテナとしての出力を形成する。すなわち、各素子の信号がデジタル信号として独立に出力されているため、ビーム合成に先立ち、この各素子の信号ごとに他の処理を施す事ができる。
デジタル化された素子信号は、ビーム形成に必要なウェイトとの積をとり、その後に全素子の和をとってビーム形成が行われる。この積和演算は離散フーリエ変換（DFT）に対応しており、デジタル信号処理装置（DSP）により処理することができる。ウェイトを適切に選ぶことで、ビームの形状や指向方向などを自由に設定することができる。しかし素子数が数千程度以上の場合は演算処理時間を要するため、レーダーなどでは速度向上が課題となる。その手法としては、高速フーリエ変換やシストリック・アレイが用いられる。

## 特徴
DBF方式には下記のような利点がある。
高度なアダプティブ・ビームフォーミング (Adaptive beamformer) 
レーダーでは、妨害環境を学習してアンテナサイドローブのヌルを妨害方向に自動的に向けることによって、アンテナ出力に含まれる妨害成分を抑圧する技術としてアダプティブ・ビームフォーミングを用いる。従来は補助アンテナによるサイドローブキャンセラが用いられてきたが、この方法では補助アンテナの数などに制約があるために抑圧能力に限界があったのに対し、DBFでは素子信号がデジタル化されているため、多数の妨害の抑圧に適している。
高度なマルチビームフォーミング
デジタル演算により複数のビーム形成演算を並列に実行することにより、指向方向が異なる複数の受信ビームを同時に形成することが可能となる。
超低サイドローブビームの実現
ウェイトを細かく制御できるので、超低サイドローブ化などの細やかなアンテナパターンの整形が可能となる。
スーパーレゾリューションの実現
スーパーレゾリューションは、ビーム幅内の同一レンジセル・同一速度をもつ複数目標を角度方向に分離する技術である。非線形信号処理などデジタル処理でのみ実現できるパターン形成を行えるDBF方式ならではの処理である。

### コンフォーマル・アンテナ

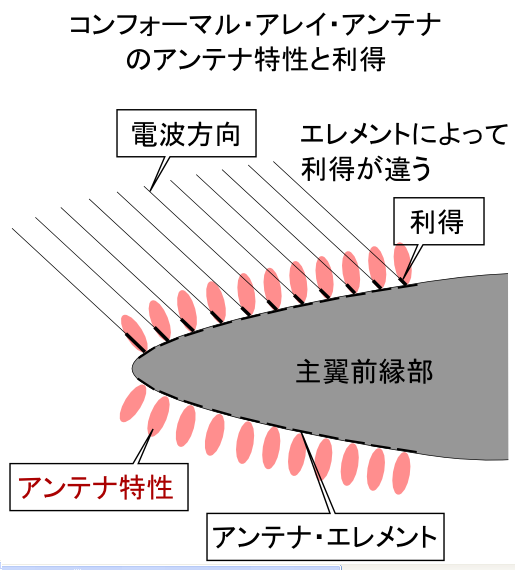
コンフォーマル・アレイ・アンテナのアンテナ特性と利得

DBFのパターン形成能力の高さにより、コンフォーマル・アンテナなど自由な形状にも対応することが可能となる。コンフォーマル・アンテナは、航空機等の本来の運動性能を損なわないように機体の形状に適合させたアンテナであるが、ビーム方向ごとに素子アンテナ密度分布や素子パターンレベルが異なるため、従来の平面アンテナと比して複雑高度なビーム形成制御が必要となる。